# Fondi etici
La locuzione fondi etici indica, in generale, quegli organismi d'investimento collettivo del risparmio (OICR) organizzati nella forma del fondo comune ("patrimonio autonomo, suddiviso in quote, di pertinenza di una pluralità di partecipanti e gestito in monte") gestito da un soggetto terzo, la società di gestione del risparmio (SGR). Le particolarità dei fondi etici rispetto ai fondi tradizionali si ritrovano nei criteri di selezione dei titoli che compongono i portafogli e la filosofia sottostante, che è quella dell’investimento sostenibile e responsabile. I fondi etici si ispirano ai concetti di finanza etica, volta a raggiungere un rendimento e, contemporaneamente, impatti positivi per ambiente e società. 
In particolare, con la definizione di fondi etici si tendono a ricomprendere tanto i “fondi sostenibili e responsabili”, quanto i “fondi a impatto”, per cui è previsto l'investimento in progetti e iniziative come per esempio il problema abitativo, il consumo responsabile. 

## Fondi sostenibili e responsabili
Assogestioni, l'associazione italiana dei gestori del risparmio, nel 2017 ha aggiornato la definizione di fondo sostenibile e responsabile. Secondo l'associazione di categoria si qualifica sostenibile e responsabile un fondo che, sulla scorta di una propria definizione operativa del concetto di responsabilità, ha una politica di investimento che vieta l’acquisto di un insieme di titoli e/o privilegia l’acquisto di titoli sulla base di analisi che integrano criteri ambientali, sociali e di buon governo all'analisi finanziaria. Tale definizione è indipendente dalle specifiche modalità di applicazione dei criteri di selezione (comitato etico, società di consulenza, selezione esterna, benchmark).
I fondi comuni sostenibili e responsabili sono disponibili in tutti i principali mercati finanziari, Italia compresa. Questi fondi fanno riferimento alla stessa struttura di gestione, regolamentazione e struttura di distribuzione dei fondi comuni ordinari. Sono quindi a tutti gli effetti strumenti di investimento, istituiti e proposti da società di gestione del risparmio (SGR).
Oggi in tutto il mondo sempre più operatori attivi nell’ambito dell’asset management (gestione del risparmio) hanno scelto di istituire fondi comuni con strategie sostenibili e responsabili con l’intento di proporre soluzioni di investimento soddisfacenti in termini finanziari e, nello stesso tempo, capaci di produrre impatti positivi per società e ambiente.

## Investimento sostenibile e responsabile
La definizione di investimento sostenibile e responsabile (SRI, dall’inglese sustainable and responsible investment) è stata elaborata dal Forum per la Finanza Sostenibile: si tratta di quell'investimento che mira a creare valore per l’investitore e per la società nel suo complesso, attraverso una strategia orientata al medio-lungo periodo e, nella valutazione di imprese e istituzioni, integra l’analisi finanziaria con quella ambientale, sociale e di buon governo (ESG - Environmental, Social and corporate Governance).
Negli investimenti sostenibili e responsabili (SRI) la ricerca di performance finanziarie si aggiunge a obiettivi di natura non finanziaria. Gli SRI sono quindi forme di investimento che racchiudono due dimensioni: quella economica, avente l’obiettivo di crescita e di ricerca di opportunità di rendimento, e quella socioambientale, che ricerca il raggiungimento di impatti e risultati positivi per l’ambiente e la società.
Strategie di investimento responsabile
Secondo Eurosif esistono sette strategie per l’investimento sostenibile e responsabile. 
1. Investimenti tematici: investire in realtà legate alla sostenibilità, come efficienza energetica, salute, contrasto al cambiamento climatico, ecc.
2. Esclusioni: esclusi dagli investimenti le imprese che operano in settori che si ritengono non coerenti con la propria etica (ad es. armamenti, tabacco e gioco d’azzardo…)
3. Best in class: si scelgono le società che ottengono valutazioni migliori tra quelle che dimostrano attenzione alle istanze ambientali, sociali e di governance (ESG - Environmental, Social and corporate Governance)
4. Norme e standard internazionali: si scelgono solo realtà che rispettano determinate norme e trattati internazionali, come le Convenzioni dell'ONU.
5. Integrazione ESG nell'analisi finanziaria: alla tradizionale analisi finanziaria, si aggiunge la lente ESG (variabili ambientali, sociali e di governance).
6. Engagement: l’investitore si impegna attivamente a far sentire la propria voce con le aziende in cui investono i fondi sfruttando il suo potere di azionista (azionariato attivo).
7. Impact investing: si investe in aziende con l’intenzione dichiarata di generare un impatto ambientale e sociale positivo e non soltanto di garantirsi un ritorno finanziario (social housing o microcredito).